# Chris Obi
Christopher Obi Ogugua (Londres, 24 de septiembre de 1970) es un actor y cineasta británico. Activo principalmente en el teatro, estuvo una temporada en la Royal Shakespeare Company, donde fue dirigido por Sir Antony Sher en la obra Breakfast with Mugabe, además de actuar durante una temporada en el Globe Theatre en 2007. Más recientemente logró notoriedad al interpretar los papeles de Anubis en American Gods y del capitán Klingon T'Kuvma en Star Trek: Discovery.

## Filmografía[4]

### Cine
| Año  | Título                      | Papel             | Notas |
| ---- | --------------------------- | ----------------- | ----- |
| 2002 | Anita and Me                | Ministro          |       |
| 2003 | Collusion                   |                   |       |
| 2004 | The Calcium Kid             | Periodista        |       |
| 2005 | Animal                      | DJ                |       |
| 2010 | Burke and Hare              | John Martin       |       |
| 2012 | Snow White and the Huntsman | Hombre del espejo |       |
| 2013 | The Counsellor              | Guardaespaldas    |       |
| 2016 | The Call Up                 | Sargento          |       |
| 2017 | Ghost in the Shell          | Embajador         |       |

### Televisión
| Año       | Título                   | Papel                | Notas       |
| --------- | ------------------------ | -------------------- | ----------- |
| 2002      | Trial & Retribution      | Oficial de seguridad | 1 episodio  |
| 2011      | Doctor Who               | George               | 1 episodio  |
| 2016      | Roots                    | Kintango             | 2 episodios |
| 2017      | American Gods            | Anubis               | 3 episodios |
| 2017      | Star Trek: Discovery     | T’Kuvma              | 2 episodios |
| 2018-2019 | 3Below: Tales of Arcadia | Loth Saborian (voz)  |             |
| 2019      | Strike Back: Revolution  | Jean-Baptiste Zaza   | 2 episodios |

### Videojuegos
| Año  | Título                                | Papel | Notas |
| ---- | ------------------------------------- | ----- | ----- |
| 2011 | El Shaddai: Ascension of the Metatron | Uriel |       |